# 세계 여성주의
세계 여성주의는 식민지 시대 이후의 이론과 후기 식민주의와 밀접하게 연관된 여성주의
이론이다. 그것은 주로 세계적인 규모로 여성의 권리가 앞으로 움직이는 것과 관련이 있다.
식민주의 유산의 다양한 역사적 렌즈를 사용하여, 세계 여권 운동가들은 세계적인 대의를 채
택하고 그들이 주장하는 것이 현재 세계 가부장제의 지배적인 구조를 해체하는 운동을 시작한다. 세계 페미니즘은 또한 세계 페미니즘과 국제 페미니즘으로 알려져 있다. 
식민지화된 집단이나 사회에서 일하는 가부장적인 구조를 노출하는데 사용되는 두가지 역사적인 예는 중세 스페인과 19세기 쿠바이다. 이전의 예는 이슬람 스페인의 무디자르 공동체의 여성들과 그들의 사회 활동이 규제되는 엄격한 성적 규범에 관한 것이다. 성 행위로 노예가 된
여성을 기독교인 남성과 성 행위를 한 후 노예로 팔아 넘길 수도 있는데, 이것은 수나(이슬람 율법)에 의해 내려진 처벌을 피하기 위함이었다. 자신의 가족의 명예를 수호하는 동시 역할과
'정복된 지위와 성'중 하나로 인해, 무데하르 여성들은 스페인의 기독교인들과 성관계를 맺을
때 이중의 위험에 처했다.
19세기 쿠바는 식민 주의와 신 식민 주의가 쿠바에 속한 여성들의 삶에 영향을 미치기 위해
스페인과 함께 노예제 시대에 살고 있는 미국 사회에서 함께 일하는 예로 볼 수 있다. '여성의 형태의 부재'로 유명한 도시인 하바나는 "서부의 모든 주요 도시들 중에서 여성 인구에 대한 가장 엄격한 사회적 제약"을 가지고 있었다. 상류층 쿠바 여성들은 "엘리트 백인 사회와 그들이 통치한 유색 인종 간의 차별을 끊임없이 상기시켜 주는 사람들"이었다.

## 다국적 보육
이중 교대, 개별 자치를 위한 투쟁, 사적 및 공적 노동 범위의 흐려짐에 대한 강제적인 헌신은 모성에 대한 권리인 이주 여성에 대한 주요 쟁점에 대한추가적인 우려이다. 변화적이고 현대적인 모성 현상은 이주 여성에 대한 구조적인 제약을 초래한다. 폭력적인 고용주오 계속되는 폭력은 이 여성들이 마주해야하는 문제이고, 뿐만 아니라 변화하는 시대에서 모성의 권리에 대한 구조적인 문제까지도 존재하고 있다. 여성 이민자들은 자신의 성 역할을 수행하는 동안 자녀들이 자라는 것을 지켜보고 이상 주의적 모성으로 외국에 기회를 남겨두고 생계를 꾸려 나가야한다. 세계화와 신자유주의의 영향으로부터 보살핌을 재구성하면이 여성들이 제도화된다.
세계화는 끊임없이 변화하고 있고 그 결과 국내 노동을 제공하기 위해 선진국으로 이주하는 세계 여성들의 현상을 지원하고 있다. 신자유 주의적인 범위 내에서 초국가적인 양육의 역할은 사회적 또는 재정적인 사회에 대한 의무를 최소화하거나 제거하는 동시에, 시민권을 박탈함으로써 여성의 착취에 영향을 미친다. 제 3 세계 국가의 이주 여성들은 그들의 나라에서 제 1 세계의 경제 발전에 끌리지 않고 오히려 서구 식민지 침입에 의해 왜곡되어 왜곡된 경제에서 끌어 당겨져서 많은 사람들이 그들의 뿌리에서 찢어지지 않고 국가에 보충된다. 비영구적인 노동 수요를 채우고 토착 노동자와의 경쟁을 막는다. 보완적인 빈 자리를 수행한다. 다국적 보육은 두 계층의 편의 시설로 간주된다.
모성은 생식의 자유와 결혼과 함께 여성의 근본적인 권리이지만 이민 여성을 민족주의에 대한 위협으로 간주하는만큼 외국의 국내 서비스를 정당화하는 국가에서는 금지되어있다. 국가는 다양한 민족 및 인종 정체성을 가진 여성이 사회 내에서 불일치하는 통합을 경험함으로써 궁극적으로는 시민권 계급에 기여하는 인종 형성 과정을 만든다. 사회적 다윈주의와 관련하여, 원주민들은 제 3 세계 이주자가 "단지 그것을 만들 수 없다"고 생각하고 퇴보를 두려워하여 국가가 중산층 사회에 맞지 않는 사람들을 살균과 같은 방법으로 제거하려고 시도한다. 예를 들어; 흑인 여성은 사악하고, 비도덕적이며, 횡포하고, 성적으로 난잡하고, 나쁜 어머니라고 판명되어 규정에 따라 생식 권을 위협 받고 있다.

## 같이 보기
- 여성주의

## 추가 자료
- Feldman, Shelley. "Exploring Theories of Patriarchy: A Perspective from Contemporary Bangladesh," Signs: Journal of Women in Culture and Society. 25.4 (Summer 2001), p. 1108.
- Fonow, Mary Margret. "Human Rights, Feminism, and Transnational Labor Solidarity." Just Advocacy? Women's Human Rights,Transnational Feminisms, and the Politics of Representation. Ed. Wendy S. Hasford and Wendy Kozol. New Brunswick: Rutgers UP, 2005. 221–43.
- Mendez, Jennifer Bickham. "Creating Alternatives from a Gender Perspective: Transnational Organizing for Maquila Workers' Rights in Central America". Women's Activism and Globalization: Linking Local Struggles and Transnational Politics. Ed. Nancy A. Naples and Manisha Desai. New York: Routledge Press, 2002. 121–41.
- Brenner, Johanna (2003). "Transnational Feminism and The Struggle for Global Justice". New Politics. IX (2 (New Series)). Retrieved 30 August 2012.